# ملعب دبي الدولي للكريكت
ملعب دبي الدولي للكريكت هو ملعب متعدد الأغراض يقع في دبي، الإمارات العربية المتحدة ويقام عليه في أغلب الأوقات مباريات لرياضة الكريكت، يتسع الملعب لحوالي 25 ألف مشجع، ولكن يمكن توسيعه لاستيعاب 30000 متفرج.
يُستخدم بشكل أساسي للكريكت وهو أحد ملاعب الكريكت الرئيسية الثلاثة في الدولة، والملعبان الآخران هما ملعب الشارقة للكريكت في الشارقة وملعب الشيخ زايد للكريكت في أبو ظبي. وهو جزء من مدينة دبي الرياضية في دبي. كان المهندس المعماري لهذا المشروع هو المهندس المعماري الكندي أوسام مطلوب. كان الملعب أحد الأماكن المخصصة لكأس العالم ICC للرجال T20 لعام 2021، واستضاف نصف النهائي الثاني والنهائي في 11 نوفمبر 2021 و14 نوفمبر 2021 على التوالي.